# Mette Andersson
Mette Andersson (1964) es una socióloga noruega. Es profesora de Sociología en la Universidad de Bergen. Sus campos periciales son la sociología cultural y política, especialmente migración, etnicidad y racismo, identidad y política de identidad, movimientos sociales, sociología de deporte, transnacionalidad y religión.
Anteriormente trabajó como investigadora en el Telemark Research Institute, y como investigadora Sr en el Rokkan Centro. Fue nombrada profesora asociada de Sociología en la Universidad de Bergen en 2006, y devino Profesora de Sociología en 2009. Es revisora externa para la Fundación de Ciencia europea de 2008 a 2009. Ha sido becaria visitante en el Centro para estudios Urbanos y Comunitarios, Goldsmiths Universidad, Universidad de Londres, y en el Departamento de Sociología, Yale Universidad.

## Algunas publicaciones
- Vassenden, Un. & Andersson, M.  2011. “Blancura, no-blancura y ‘información de fe control': religión entre personas jóvenes en Grønland, Oslo”,  Estudios Étnicos y Raciales 34 (4): 574-593.

- Andersson, M. 2011. "Integración global en la Nación: La Aparición de Atletas No Blancos y Anti-Iniciativas Racistas en Deporte de Élite noruega". p. 150–166 en Deporte y Retos a Racismo, editado por Jonathon Mucho tiempo y Karl Spracklen. Hampshire: Palgrave Macmillian.

- Vassenden, Un. Y Andersson, M. 2010. "Cuándo una imagen deviene sagrada: foto-elicitation con imágenes de libros santos". Estudios visuales 25 (2): 149-161.

- Andersson, M. 2010. "El social imaginario de primeros europeos de generación", Identidades Sociales 16 (1): 3-21.

- Andersson, M. 2009. "De todos blancos Un la mayoría blanca. Migraciones deportivas e integración en el fútbol noruego". En Llopis-Goig, R. (ed.) Fútbol postnacional. Transformaciones sociales y culturales del 'deporte Global' en Europa y América Latina. Barcelona: Editorial Anthropos.

- Andersson, M. 2008. Flerfarget idrett. Nasjonalitet, migrasjon og minoritet. [Multicolored Deporte. Nacionalidad, migración y minoría] Bergen: Fagbokforlaget. ISBN 9788245007213

- Andersson, M. 2007. "Corporativo multiculturalism bota a través del Atlántico. La introducción de semi-baloncesto profesional en Noruega". Rev. internacional de Administración de Deporte y Marketing 2 (1-2): 2-15.

- Andersson, M. 2007. "Migrasjon som utfordring. Kritikk av metodologisk nasjonalisme". [Migración en cuando reto. Crítica de metodológico nacionalismo] p. 53-79 i Grenser para Kultur? Perspektiver fra norsk minoritetsforskning, editó Øivind Fuglerud og Thomas Hylland Eriksen. Oslo: Pax.

- Andersson, M. 2007. 'La pertinencia del Negro Atlántico en deporte contemporáneo. Racial imaginaries en Noruega', Revisión Internacional para la Sociología de Deporte, 42(1): 63-79. 2008-2011.

- Andersson, M. 2006. "Étnico Entrepreneurs: política de identidad entre étnico Pakistani alumnado en Noruega". Yo Qué pasa Cuándo una Sociedad es Diversa? Explorando Identidades Multidimensionales, redigert av Y.G. Lithman og H. Sicakkan. Nueva York: Edwin Mellen Prensa.
- Andersson, M. 2006. "Colonialisation De Espacio noruego: Política de Identidad en las Calles de Oslo en el @1990s". Norsk tidsskrift Para migrasjonsforskning, 1/2006: 6-24.

- Andersson, M., Lithman, Y.G. Y Sernhede, O. (eds). 2005. Juventud, Otherness y la Ciudad Plural: Modos de Pertenecer y Vida Social. Göteborg: Daidalos.

- Andersson, M. 2005. "Individualized Y Collectivized Bases para Trabajo de Identidad de Juventud Emigrante". P. 27-52 en Juventud, Otherness y la Ciudad Plural: Modos de Pertenecer y Vida Social, editado por M. Andersson, Y.G. Lithman Y O. Sernhede. Göteborg: Daidalos.

- Andersson, M. 2005. Urbano Multi-Cultura en Noruega: Formación de Identidad entre Juventud Inmigrante. Nueva York: Edwin Mellen Prensa.

- Andersson, M. 2004. "Identitetsarbeid og identitetspolitikk". Sosiologi iag, 34 (3/2004): 55-82.

- Andersson, M. 2003. "Juventud inmigrante y la dinámica de marginación". Young, v. 11 (1): 74-89.
- Andersson, M. 2002. "Trabajo de identidad en Deportes. Juventud de Minoría étnica, noruego Macro-debates y el Aspecto de Ejemplo a seguir". Revista de Integración y Migración Internacionales 3 (1): 83-107.

- Andersson, M. 2001."Étnico Entrepreneurs - Trabajo de Identidad como Negociaciones de Género, Etnicidad y Generación". Yo Forestillinger om "den andre". Imágenes de Otherness, editó L.Un. Ytrehus. Kristiansand: Høyskoleforlaget.

- Andersson, M. 1999. "‘Etniske entreprenører' - Utdanning som mål, símbolo og motstand". Yo Kjønn og utdanning i informasjonssamfunnet. Festskrift til Hildur Ve, editado por G.Birkelund, Un.K. Broch-Previsto & Un.Nilsen. Bergen: Sosiologisk institutt, UiB.

- Andersson, M. 1999. "Todo cinco dedos no son igual". Trabajo de identidad entre juventud de minoría étnica en un contexto noruego urbano. Universidad de Bergen, 1999.

- Andersson, M. 1996. "Entendiendo el «Otro» - entrevistas Biográficas en o sin contexto?". Yo: Likeverdighet og utestengning - forskningsmessige utfordringer, redigert av J.C.Knudsen. Nordisk Ministerråd: Tema Nord 1996: 634.